# کاپر کوو سابدیویژن (کالیفرنیا)
کاپر کوو سابدیویژن (به انگلیسی: Copper Cove Subdivision) یک منطقهٔ مسکونی در ایالات متحده آمریکا است که در شهرستان کالاوراس، کالیفرنیا واقع شده‌است. کاپر کوو سابدیویژن ۳۲۶ متر بالاتر از سطح دریا واقع شده‌است.